# 룰라드
룰라드(Roulade)는 얇게 저민 고기 등으로 채소 따위를 말아서 익힌 음식이다.
베이킹에서는 얇게 구운 스펀지 케이크로 잼이나 초콜릿, 견과 등을 만 것을 "롤라드"라고 부를 수 있다.

## 같이 보기
- 말이